# Trimeresurus jerdonii
Trimeresurus jerdonii là một loài rắn độc sống ở Ấn Độ (Assam và Meghalaya), Bangladesh, Myanmar, Trung Quốc, và Việt Nam. Có ba phân loài được công nhận, bao gồm một phần loài danh định.

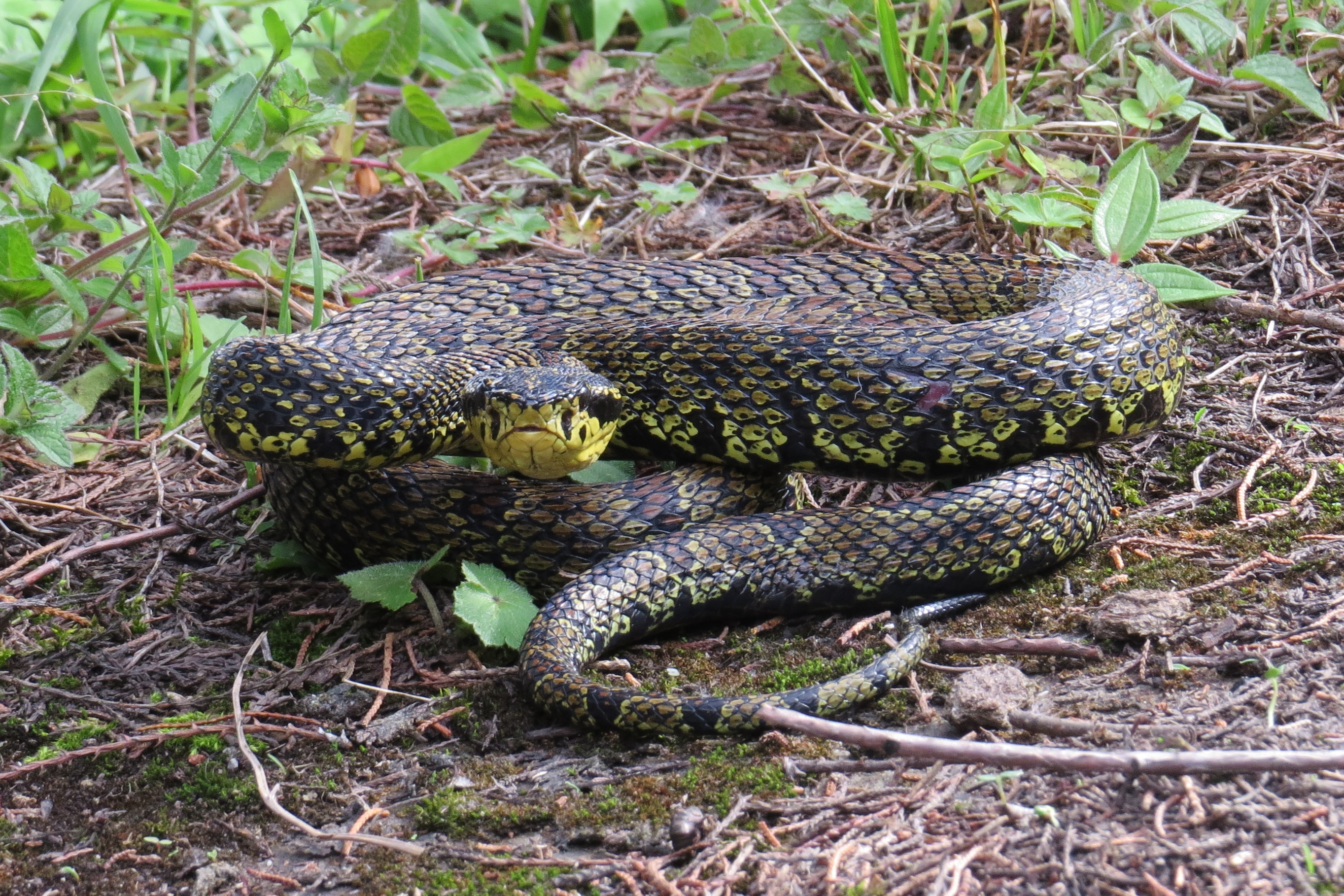
Jerdon's red spotted pit viper, P. j. xanthomelas, from West Kameng District, Arunachal Pradesh, India.

## Tên
Tên loài, jerdonii, được đặt để vinh danh nhà bò sát học người Anh Thomas C. Jerdon, người đã thu thập mẫu vật của loài này.

## Mô tả
P. jerdonii đực lớn đến chiều dài tối đa 83,5 cm (32,9 in), bao gồm một cái đuôi dài 14 cm (5,5 in); con cái to hơn, đạt 99 cm (39 in), với chiều dài đuôi 16 cm (6,3 in).

## Phân bố địa lý
P. jerdonii có mặt ở Ấn Độ (Assam và Meghalaya), Bangladesh, qua bắc Myanmar tới Trung Quốc (Tây Tạng, Hồ Bắc, Tứ Xuyên, và Vân Nam) và Việt Nam. Nơi lấy chuẩn mà Günther chọn là "Khassya" (dãy đồi Khasi, Ấn Độ).

## Phân loài
| Phân loài         | Người đặt tên | Phân bố |
| ----------------- | ------------- | --- |
| T. j. bourreti    | Klemmer, 1963 | Tây Bắc Việt Nam (các tỉnh Lào Cai và Lai Châu, và có lẽ cả vùng lân cận thuộc Trung Quốc).                                            |
| T. j. jerdonii    | Günther, 1875 | Tây Nam Trung Quốc (Nam Tây Tạng, tây Tứ Xuyên và Vân Nam), đông bắc Ấn Độ, Bangladesh, Myanmar (bang Chin và Kachin), có lẽ cả Nepal. |
| T. j. xanthomelas | Günther, 1889 | Trung-Nam Trung Quốc và đông bắc Ấn Độ.                                                                                                |